# Essisus dispar
Essisus dispar là một loài bọ cánh cứng trong họ Cerambycidae.